# Vesene socken
Vesene socken i Västergötland ingick i Gäsene härad, ingår sedan 1974 i Herrljunga kommun och motsvarar från 2016 Vesene distrikt.
Socknens areal är 32,90 kvadratkilometer varav 32,37 land. År 2000 fanns här 280 invånare.  Sockenkyrkan Vesene kyrka ligger i socknen.

## Administrativ historik
Socknen har medeltida ursprung.
Vid kommunreformen 1862 övergick socknens ansvar för de kyrkliga frågorna till Vesene församling och för de borgerliga frågorna bildades Vesene landskommun. Landskommunen uppgick 1952 i Gäsene landskommun som 1974 uppgick i Herrljunga kommun. Församlingen uppgick 2010 i Hovs församling.
1 januari 2016 inrättades distriktet Vesene, med samma omfattning som församlingen hade 1999/2000.  
Socknen har tillhört län, fögderier, tingslag och domsagor enligt vad som beskrivs i artikeln Gäsene härad. De indelta soldaterna tillhörde Älvsborgs regemente, Gäseneds kompani och Västgöta regemente, Elfsborgs kompani.

## Geografi
Vesene socken ligger norr om Borås. Socknen är en kuperad skogsbygd med inslag av odlingsbygd. Största insjö är Myresjö som delas med Molla socken i Herrljunga kommun samt Borgstena och Tämta socknar i Borås kommun.

## Byar och hemman
Vesene socken består historiskt av följande byar och enstaka hemman (byar som bara består av ett hemman). När en by har flera hemman anges också hemmansnumren.
- Aläng, enstaka hemman.
- Arnåsatomt, enstaka hemman.
- Bodagärde, enstaka hemman.
- Fagred, enstaka hemman.
- Gudmundstorp, enstaka hemman (1) och en tomt (2).
- Gärsabo, enstaka hemman.
- Götestorp, by med två hemman (1 Storegården och 2 Lillegården).
- Hall, enstaka hemman.
- Horsared, by med två hemman (1 Storegården och 2 Lillegården).
- Hönestorp, enstaka hemman.
- Intabo, enstaka hemman.
- Krabbegärde, enstaka hemman.
- Kusenäs, enstaka hemman.
- Liden, enstaka hemman.
- Marstorp, enstaka hemman.
- Skråkås, enstaka hemman.
- Tokatorp, by med två hemman (1 Storegården och 2 Lillegården).
- Torpåkra, by med två hemman (1 Storegården och 2 Lillegården).
- Tåbo, enstaka hemman.
- Tångatorp, enstaka hemman.
- Ugglered, enstaka hemman.
- Vesene, socknens kyrkby, sex hemman (1 Haggården, 2 Stommen, 3 Eriksgården, 4 Skattegården, 5 Västergården och 6 Håkansgården).
- Väg, enstaka hemman.
- Ålleskogen, enstaka hemman.
- Ön, enstaka hemman.

## Fornlämningar
Från bronsåldern finns spridda gravrösen. Från järnåldern finns två mindre gravfält.

## Befolkningsutveckling
Befolkningen ökade från 268 1810 till 495 1870 och 1890 varefter den minskade till 278 1970 innan den på nytt ökade något till 288 1980. 1990 hade folkmängden på nytt sjunkit 282.

## Namnet
Namnet skrevs 1540 Vijsena och kommer från kyrkbyn. Efterleden innehåller vin, 'betesmark, äng'. Förleden kan innehålla visa, 'fuktig äng'.
Namnet skrevs före 23 september 1910 Veseneds socken.